# Dancing Crazy Tour
Dancing Crazy Tour fue la primera gira de la cantante y actriz estadounidense, Miranda Cosgrove. El Tour recorrió todo Estados Unidos desde Missouri hasta California. El cantante Greyson Chance asistió al acto de inauguración de la gira.

## Antecedentes
Originalmente conocida como The Sparks Fly Tour, Cosgrove proporcionó pocas fechas en su página web oficial, en el anuncio de octubre de 2010. En diciembre, Cosgrove anunció la gira en su web oficial. Al día siguiente, la noticia llegó a varios medios de comunicación. Finalmente, la gira se llamó Dancing Crazy Tour y recorrió varios teatros y salas de música de los Estados Unidos. Más tarde, la cantante lanzó un sencillo titulado Dancing Crazy, coescrito junto a Avril Lavigne y Shellback y producido por Max Martin. Rápidamente se la comparó con la cantante Avril Lavigne. Greyson Chance, que alcanzó cierta fama en 2010 con su cover de Lady Gaga Paparazzi, participó en algunos shows iniciales. Para introducir la gira, Cosgrove dijo: 
"Yo creía que sería actriz, pero ahora me inclino hacia la música y el canto. En un principio, no pensaba demasiado en cómo sonaba. Trataba de descubrir qué tipo de música me representaba en realidad. Pero mis canciones narran mis experiencias, y cuando las canto, lo hago con todo mi sentimiento, y por eso me siento identificada con ellas."

## Cancelación Temporal
El 11 de agosto por la mañana, el bus donde viajaba Miranda de Illinois a Kansas donde se llevaba a cabo su próximo concierto, tuvo un accidente. Su mánager fue el encargado de informar con el siguiente comunicado: "Debido a este accidente, la gira quedará cancelada durante un tiempo. Miranda os agradece a todos por vuestra preocupación y comprensión". En el accidente Miranda fue la única de los cinco ocupantes que resultó herida, al fracturarse el tobillo.

## Lista de canciones
Primera parte
1. "Leave It All To Me"
2. "About You Now"
3. "Disgusting"
4. "Just a Girl"
5. "Stay My Baby"
6. "There Will Be Tears"
7. "Hang 'Em High" (Instrumental Interlude)
8. "Party Girl"
9. "Brand New You"
10. Medley: "Dynamite" / "I Gotta Feeling" / "TiK ToK"
11. "Shakespeare"
12. "BAM"
13. "Headphones On"
14. Medley: "Grenade" / "Rolling In The Deep" / "Born This Way"
15. "Dancing Crazy"

Acto Final
1. "Landslide"
2. "Kissin' U"

Segund parte
1. "Leave It All To Me"
2. "About You Now"
3. "Disgusting"
4. "Just a Girl"
5. "There Will Be Tears"
6. "High Maintenance"
7. "Brand New You"
8. Medley: "Forget You" / "So What" / "Till the World Ends"
9. "Shakespeare"
10. "Kissin' U"
11. "BAM"
12. "Oh Oh" (Instrumental Interlude)
13. "Kiss You Up"

Acto Final
1. "Sayonara"
2. "Dancing Crazy"

## Conciertos

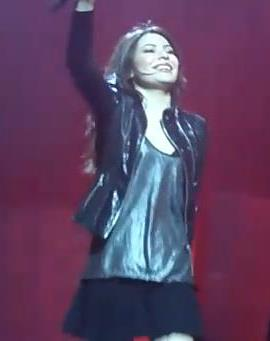
Cosgrove during her concert in Indianápolis

| Fecha                 | Ciudad           | País           | Lugar                               |
| --------------------- | ---------------- | -------------- | ----------------------------------- |
| North America         |                  |                |                                     |
| 24 de enero de 2011   | Kansas City      | Estados Unidos | Uptown Theater                      |
| 25 de enero de 2011   | Minneapolis      | Estados Unidos | State Theatre                       |
| 26 de enero de 2011   | Milwaukee        | Estados Unidos | Pabst Theater                       |
| 28 de enero de 2011   | Rosemont         | Estados Unidos | Rosemont Theatre                    |
| 29 de enero de 2011   | Indiánapolis     | Estados Unidos | Murat Theatre                       |
| 30 de enero de 2011   | Cleveland        | Estados Unidos | State Theatre                       |
| 1 de febrero de 2011  | Detroit          | Estados Unidos | The Fillmore Detroit                |
| 2 de febrero de 2011  | Munhall          | Estados Unidos | Carnegie Library Music Hall         |
| 4 de febrero de 2011  | Wallingford      | Estados Unidos | Oakdale Theatre                     |
| 5 de febrero de 2011  | Nueva York       | Estados Unidos | Beacon Theatre                      |
| 6 de febrero de 2011  | Glenside         | Estados Unidos | Keswick Theatre                     |
| 8 de febrero de 2011  | Montclair        | Estados Unidos | Wellmont Theatre                    |
| 9 de febrero de 2011  | North Bethesda   | Estados Unidos | Music Center at Strathmore          |
| 10 de febrero de 2011 | Lowell           | Estados Unidos | Lowell Memorial Auditorium          |
| 12 de febrero de 2011 | Montclair        | Estados Unidos | Wellmont Theatre                    |
| 13 de febrero de 2011 | Westbury         | Estados Unidos | NYCB Theatre at Westbury            |
| 15 de febrero de 2011 | Atlanta          | Estados Unidos | Center Stage Theater                |
| 16 de febrero de 2011 | Tampa            | Estados Unidos | Tampa Theatre                       |
| 17 de febrero de 2011 | Orlando          | Estados Unidos | Hard Rock Live                      |
| 19 de febrero de 2011 | Grand Prairie    | Estados Unidos | Verizon Theater at Grand Prairie    |
| 20 de febrero de 2011 | Houston          | Estados Unidos | House of Blues                      |
| 23 de febrero de 2011 | Tempe            | Estados Unidos | Marquee Theatre                     |
| 24 de febrero de 2011 | Anaheim          | Estados Unidos | House of Blues                      |
| 25 de febrero de 2011 | Los Ángeles      | Estados Unidos | Club Nokia                          |
| Norte América         |                  |                |                                     |
| 15 de julio de 2011   | Columbus         | Estados Unidos | Lifestyle Communities Pavilion      |
| July 16, 2011         | Darien           | Estados Unidos | Lakeside Amphitheatre               |
| July 17, 2011         | Hershey          | Estados Unidos | Hersheypark Amphitheatre            |
| 19 de julio de 2011   | Gilford          | Estados Unidos | Meadowbrook U.S. Cellular Pavilion  |
| 21 de julio de 2011   | Wantagh          | Estados Unidos | Nikon at Jones Beach Theater        |
| 22 de julio de 2011   | Filadelfia       | Estados Unidos | Mann Center for the Performing Arts |
| 23 de julio de 2011   | Holmdel Township | Estados Unidos | PNC Bank Arts Center                |
| 25 de julio de 2011   | Vienna           | Estados Unidos | Filene Center                       |
| 26 de julio de 2011   | Erie             | Estados Unidos | Warner Theatre                      |
| July 27, 2011         | Harrington       | Estados Unidos | Wilmington Trust Grandstand         |
| 29 de julio de 2011   | Poughkeepsie     | Estados Unidos | Mid-Hudson Civic Center             |
| July 30, 2011         | Williamsburg     | Estados Unidos | Royal Palace Theatre                |
| July 31, 2011         | Williamsburg     | Estados Unidos | Royal Palace Theatre                |
| August 2, 2011        | Agawam           | Estados Unidos | River’s Edge Picnic Grove           |
| 3 de agosto de 2011   | Cohasset         | Estados Unidos | South Shore Music Circus            |
| 4 de agosto de 2011   | Hyannis          | Estados Unidos | Cape Cod Melody Tent                |
| August 6, 2011        | Binghamton       | Estados Unidos | Otsiningo Park                      |
| August 7, 2011        | Bethlehem        | Estados Unidos | Sand Steels Stage at PNC Plaza      |
| August 9, 2011        | Gurnee           | Estados Unidos | Southwest Amphitheatre              |
| 10 de agosto de 2011  | Kettering        | Estados Unidos | Fraze Pavilion                      |

Festivals and other miscellaneous performances
1. ↑  This concert is a part of "Time Warner Cable In-Park Concert Series"[8]
2. ↑  This concert is a part of the "Summer Concert Series"[9]
3. ↑  This concert is a part of the "Wilmington Trust Grandstand Concert Series"[10]
4. 1 2  These concerts are a part of "Busch Gardens Live"[11]
5. 1 2  These concerts are a part of the Starburt Summer Concert Series
6. ↑  This concert is a part of Spiedie Fest and Balloon Rally[12]
7. ↑  This concert is a part of "Musikfest"[13]

Cancellations and rescheduled shows
| 12 de agosto de 2011     | Park City, Kansas          | Hartman Arena                      | Cancelled                                                                        |
| 13 de agosto de 2011     | Denver, Colorado           | Elitch Arena                       | Cancelled This concert was a part of "Elitch Gardens' Summertime Concert Series" |
| 14 de agosto de 2011     | Beaver Creek, Colorado     | Vilar Performing Arts Center       | Cancelled                                                                        |
| 16 de agosto de 2011     | Eagle, Idaho               | Eagle River Pavilion               | Cancelled                                                                        |
| 18 de agosto de 2011     | Portland                   | Oregon Zoo Amphitheatre            | Cancelled This concert was a part of the "Oregon Zoo Summer Concerts"            |
| 19 de agosto de 2011     | Kennewick, Washington      | Columbia Park Bandshell            | Cancelled                                                                        |
| 20 de agosto de 2011     | Tacoma, Washington         | Pantages Theater                   | Cancelled                                                                        |
| 21 de agosto de 2011     | Vancouver, Canada          | WestJet Concert Stage              | Cancelled This concert was a part of "The Fair at PNE Summer Night Concerts"     |
| 24 de agosto de 2011     | Reno, Nevada               | Grand Theatre                      | Cancelled                                                                        |
| 26 de agosto de 2011     | Davis, California          | Jackson Hall                       | Cancelled                                                                        |
| 27 de agosto de 2011     | Oakland, California        | Fox Oakland Theatre                | Cancelled                                                                        |
| 31 de agosto de 2011     | Alpharetta, Georgia        | Verizon Wireless Amphitheatre      | Cancelled                                                                        |
| 2 de septiembre de 2011  | St. Augustine, Florida     | St. Augustine Amphitheatre         | Cancelled                                                                        |
| 3 de septiembre de 2011  | St. Petersburg, Florida    | Tropicana Field                    | Cancelled This concert was a part of the "Rays Summer Concert Series"            |
| 4 de septiembre de 2011  | Valdosta, Georgia          | All-Star Amphitheater              | Cancelled                                                                        |
| 5 de septiembre de 2011  | Boca Ratón, Florida        | Count de Hoernle Amphitheater      | Cancelled                                                                        |
| 16 de septiembre de 2011 | Henderson, Nevada          | Henderson Pavilion                 | Cancelled                                                                        |
| 17 de septiembre de 2011 | Pomona, California         | Fairplex Park Budweiser Grandstand | Cancelled This concert was a part of the "End of Summer Concert Series           |
| 9 de octubre de 2011     | Panama City Beach, Florida | Aaron Bessant Park Amphitheater    | Cancelled This concert was a part of the "Panama City Beach Concert Series"      |
| 15 de octubre de 2011    | Fresno, California         | Paul Paul Theatre                  | Cancelled This concert was a part of "Table Mountain Concert Series"             |
| 23 de octubre de 2011    | Phoenix, Arizona           | Arizona Veterans Memorial Coliseum | Cancelled This concert was a part of the "Arizona State Fair Concert Series"     |